# Флё, Лассе
Лассе Флё Боррегор (дат. Lasse Flø Borregaard; род. 15 октября 2005, Rask Mølle, Центральная Ютландия) — датский футболист, вингер клуба «Вайле».

## Клубная карьера
Флё — воспитанник клубов «Раск Мёлле», «Хеденстед» и «Вайле». 27 мая 2023 года в матче против «Хельсингёра» он дебютировал в Первой лиге Дании в составе последних. По итогам сезона игрок помог клубу выйти в элиту. 16 февраля 2025 года в матче против «Силькеборга» он дебютировал в датской Суперлиге.

## Международная карьера
В 2024 году в составе юношеской сборной Дании Флё принял участие в юношеском чемпионате Европы в Северной Ирландии. На турнире он сыграл в матчах против сборных Испании и Турции.